# حداد جميل (لوحة)
حداد جميل (بالإيطالية: La belle ferronnière)‏ هي لوحة مرسومة لوجه امرأة معروضة في متحف اللوفر منسوبة للرسام الإيطالي ليوناردو دافينشي. تعرف أيضا هذه اللوحة باسم بورتريه لامرأة مجهولة الهوية، متحف اللوفر قام بنسب هذه اللوحة إلى مدرسة ليوناردو دافينشي في ميلان

## إسنادات
برنارد بيرنسون أسند هذه اللوحة إلى بيرناردينو دوكونتي(بالإيطالية: Bernardino de' Conti)‏، كما قام هربرت كوك بإسناد اللوحة إلى جيوفاني أنتونيو بولترافيو (بالإيطالية: Giovanni Antonio Boltraffio)‏ ومن ثم غير رأيه قائلا أنه رأى أنامل ليوناردو دافينشي في اللوحة.

## وصلات خارجية
- «حداد جميل» La belle ferronnière في متحف اللوفر